# Leucoloma garnieri
Leucoloma garnieri är en bladmossart som beskrevs av Jean Édouard Gabriel Narcisse Paris och Ferdinand François Gabriel Renauld 1905. Leucoloma garnieri ingår i släktet Leucoloma och familjen Dicranaceae. Inga underarter finns listade i Catalogue of Life.